# Harmonia Rosales
Pour les articles homonymes, voir Rosales (homonymie).
Harmonia Rosales est une artiste américaine, d'origine afro-cubaine, née en 1984, à Chicago, où elle vit et travaille. À travers son art pictural, elle réinterprète les principales œuvres de la Renaissance, dont elle s'inspire pour mettre en valeur des femmes noires comme sujets principaux.

## Biographie
Elle naît en 1984 à Chicago, dans l'Illinois, aux États-Unis,,. Elle fréquente ensuite le Glenville State College, en Virginie-Occidentale.
Durant sa jeunesse, elle apprécie les peintures classiques de la Renaissance italienne. Sa première exposition personnelle, intitulée Black Imaginary to Counter Hegemony, est présentée au Simard Bilodeau Contemporary, à Los Angeles.
Au début de sa carrière, elle a l'impression que son travail ne compte pas car les galeries d'art ne s'intéressent pas à ce que qu'elle propose. Selon un collectionneur, elle ferait mieux de peindre des personnages blancs, sous prétexte que ça se vend mieux. Elle choisit cependant de rester fidèle à ses valeurs et poursuit son travail de visibilisation des corps noirs, ne souhaitant laisser personne lui dicter ce qu'elle doit peindre ou non.
Ses œuvres sont régulièrement publiées dans de nombreux médias internationaux tels que Prime News Ghana, American Art, LA Times, New York Post ou Chicago Tribune.

## Style
Sa réflexion artistique part du constat qu'il existe un problème de représentation des femmes noires. Elle souhaite que sa fille soit fière de ses cheveux crépus et de sa couleur de peau.
Harmonia Rosales reprend les motifs de certains chefs-d'œuvre de la Renaissance, en y intégrant des héroïnes noires comme sujets principaux. Pour cette artiste, pouvoir et religion vont de pair ; les colons ont utilisé cette dernière pour manipuler et contrôler les peuples. Le dogme basé sur l'idée d'un ordre divin dominé par un homme blanc eurocentriste, est imposé à toute personne de l'enfance à l'âge adulte, ce qui lui confère une trop grande valeur. Harmonia Rosales se sent exclue d'un monde artistique lui aussi dominé par cet eurocentrisme mâle, et s'inspire de cette éviction dans ses peintures. À travers son art, elle souhaite responsabiliser le public — même s'il s'agit d'un petit groupe d'individus — et offrir aux femmes non-blanches des œuvres d'art qui reflètent leur beauté restée trop longtemps ignorée.
Harmonia Rosales précise que la femme mystérieuse, aux cheveux noirs courts, qui apparaît dans la plupart de ses tableaux est sa « mère Afrique ». À travers cette image, elle représente l'ensemble des femmes noires de la diaspora africaine qui, comme elle l'explique, viennent de son ventre.
Son travail suscite parfois la controverse, voire des accusations de racisme, auxquelles elle répond que ce n'est pas parce qu'elle est pro-Noir qu'elle est pour autant anti-Blanc - ou anti tout autre groupe ethnique - et rappelle que « personne n’a jamais demandé à un artiste blanc pourquoi il ne peignait que des Blancs ».

## Œuvre
Son tableau intitulé The Birth of Oshun (La Naissance d'Oshun) est une huile sur toile, inspirée de l'œuvre de Sandro Botticelli, La Naissance de Vénus, où elle place Oshun (déesse yoruba de la fertilité, de la sensualité et de la prospérité) dans un coquillage, entourée d'anges noirs ; en opposition au tableau de Botticelli, où une Vénus blanche (déesse romaine de l'amour, de la beauté et de la fertilité) se tient, également à l'intérieur d'un coquillage, entourée d'anges blancs. Oshun est ici atteinte de vitiligo, maladie dont les tâches sont représentées sous forme de plaques d'or, et les racines prennent naissance dans les procédés de narration traditionnelles nigérianes. Cette œuvre défie les habituelles perceptions occidentales de la beauté car, comme l'explique Harmonia Rosales, « traditionally, we see Venus as this beautiful woman with flowing hair. My hair never flowed, so I’m wondering why this is supposed to be a painting of the most beautiful woman in the world » (« (traditionnellement, nous voyons Vénus comme cette belle femme aux cheveux flottants. Mes cheveux ne flottent jamais, alors je me demande pourquoi c'est censé être une peinture de la plus belle femme du monde »). Cette œuvre montre la beauté dans l'imperfection, représentées par les taches de vitiligo portées par la Vénus noire. L'artiste explique avoir pensé à sa fille et peint ce tableau dans le but de lui montrer que les femmes noires et leurs cheveux naturels sont beaux.  
En 2017, une autre de ses œuvres, The Creation of God (La Création de Dieu), devient rapidement virale sur les réseaux sociaux et suscite l'intérêt de nombreuses stars, telles que Samuel L. Jackson, Will Smith et Erykah Badu, qui relaient son travail. Mais elle a également provoqué l'ire des secteurs les plus réactionnaires.Cette huile sur toile, qu'elle a mis deux mois à réaliser, s'inspire de la Creazione di Adamo, peinte par Michel-Ange, point central de la chapelle Sixtine, maintes fois reprise et caricaturée et souvent décrite comme représentative d'une beauté indescriptible, illustrant le doigt de Jéhovah et le corps élégant et nu du premier homme. La toile peinte par Harmonia Rosales représente Dieu et Adam en tant que femmes noires et crée l'illusion de cieux qui, tel un utérus, donnent naissance à Adam, dans un acte d'empowerment et d'autonomisation. À sa diffusion, cette œuvre fait l'objet de nombreuses réactions négatives ; les critiques allant jusqu'à qualifier le travail de l'artiste d'« appropriation culturelle honteuse et dégoûtante ». Cependant, ces messages de haine, qui ne surprennent pas l'artiste, sont tempérés par de nombreux messages enthousiastes. Si elle pense avoir été un peu naïve de sous-estimer le nombre de personnes choquées, elle estime que chacune et chacun est en droit d'exprimer ses sentiments. Ce qui lui semble triste est que « la peur du changement, de voir le monde différemment, peut amener les gens à dire et à faire des choses vraiment destructrices ».
Harmonia Rosales tente de démontrer qu'il est enseigné que « we have been taught that God created ‘man’ in his own image. [But] in fact, we have created God in our own image » (« Nous disons que Dieu a créé "l'homme" à sa propre image [Mais] en fait, nous avons créé Dieu à notre image. »). Ce tableau démontre que les sujets blancs sont, dans l'art classique, considérés comme la norme, et incite le spectateur à se demander pourquoi cette pratique est communément acceptée. À travers son travail, elle espère ouvrir la voie à d'autres artistes, en particulier les femmes de couleur, pour qu'ils soient mieux reçus par le grand public.